# Waterschap
Een waterschap is een (regionaal) overheidsorgaan dat bestuurlijk verantwoordelijk is voor, of belast is met het beheer van de waterhuishouding in een bepaald gebied.

## Nederland
Een waterschap in Nederland is een openbaar lichaam met verordenende bevoegdheid en met als wettelijke hoofdtaken de zorg voor het watersysteem en de zorg voor het zuiveren van afvalwater. Daarnaast kan de zorg voor een of meer andere waterstaatsaangelegenheden zijn of worden opgedragen. Het is bevoegd tot belastingheffing. De taken van een waterschap in Nederland zijn onder andere het regelen van de waterstand met bijvoorbeeld gemalen en sluizen; de zuivering van afvalwater; de zorg voor waterkeringen (dijken e.d.); het natuurbeheer in en aan het water; de kwaliteit van het zwemwater en het beheer van de waterkwantiteit.
De belangrijkste regels in Nederland zijn gegeven in de Waterschapswet, een zogenaamde organieke wet, gebaseerd op de Grondwet (artikel 133). Deze regelt de opheffing en instelling van waterschappen en geeft regels omtrent de taken en inrichting van de waterschappen en de samenstelling van hun besturen. De afzonderlijke taken zijn ook weer geregeld in wetten zoals de Waterwet en lagere regelgeving. Met inwerkingtreding van de Omgevingswet op 1 januari 2024 veranderen enige regels.
Het waterschap is geen overheidsdienst, maar een orgaan dat direct wordt gecontroleerd en aangestuurd door een vertegenwoordiging van burgers, volksvertegenwoordiging. In die zin is het bestuur van een waterschap vergelijkbaar met bijvoorbeeld een Gemeenteraad en Provinciale Staten. Bij een waterschap zijn wel ambtenaren en andere medewerkers in dienst. Het algemeen bestuur van een waterschap in Nederland wordt gekozen voor een periode van vier jaar door middel van de waterschapsverkiezingen. Het dagelijks bestuur bestaat uit een dijkgraaf (of watergraaf als er geen noemenswaardige dijken in het waterschap aanwezig zijn) en portefeuillehouders. In geval van een hoogheemraadschap worden deze ook vaak (hoog)heemraden genoemd.
Een waterschap is te onderscheiden van Rijkswaterstaat, dat een overheidsdienst is en onder andere verantwoordelijk is voor wegenbeheer en vaarwegenbeheer. Sommige waterschappen hebben echter ook het beheer over (enkele) land- en waterwegen.

## België

### Vlaanderen
Een waterschap in Vlaanderen vormt een overlegstructuur waarin de verschillende waterbeheerders binnen dat gebied samenkomen om hun decretale taken te volbrengen en om lokale aangelegenheden in verband met water te bespreken.
Een watering of polder is een openbaar bestuur in Vlaanderen met als opdracht zijn ambtsgebied te beveiligen tegen wateroverlast en een gunstige waterhuishouding tot stand te brengen voor de landbouw en de algemene volksgezondheid. Naast de landbouw zijn ook natuurbehoud, visserij, toerisme, drinkwatervoorziening enzovoorts belangrijke onderdelen van het beleid van polders en wateringen.

## Frankrijk
Frankrijk kent zes Agences de l'eau (wateragentschappen) die overeenkomen met de zes grote stroomgebieden in Frankrijk.

## Filipijnen
De National Water Resources Board die in 1976 is opgericht coördineert het beleid van de verschillende overheidsorganen omtrent waterhuishouding in de Filipijnen.

## Verenigd Koninkrijk
De Internal drainage board is een overheidsinstantie die verantwoordelijk is voor de afwatering in bepaalde gebieden in Engeland en Wales.

## Zuid-Afrika
De Water Board beheert dammen, drinkwater- en afvalwaterinfrastructuur in Zuid-Afrika. Daarnaast assisteert ze ook de lokale overheid omtrent waterhuishouding.